# You're the One for Me, Fatty
"You're The One For Me, Fatty" är en singel av Morrissey, som släpptes i april 1992. Låten kommer från det då ännu inte släppta albumet Your Arsenal, och var den andra Morrissey-singeln som Alain Whyte var med och skrev. Singeln producerades av glamrocklegenden Mick Ronson.
Låten nådde plats 19 på UK Singles Chart.

## Låtlista

### 7" vinyl & kassett
1. "You're the One for Me, Fatty"
2. "Pashernate Love"

### 12" vinyl & CD
1. "You're the One for Me, Fatty"
2. "Pashernate Love"
3. "There Speaks a True Friend"

## Musiker
- Morrissey - Sång
- Alain Whyte - Gitarr
- Boz Boorer - Gitarr
- Gary Day - Basgitarr
- Spencer Cobrin - Trummor

## Live
Sången framfördes live av Morrissey på hans turnéer 1992 och 1995.